# Lijst van voetbalinterlands Botswana - Tanzania (vrouwen)
Deze lijst van voetbalinterlands is een overzicht van alle officiële voetbalinterlands tussen de nationale vrouwenteams van Botswana en Tanzania. De landen hebben tot nu toe negen keer tegen elkaar gespeeld. 

## Wedstrijden
| № | Plaats         | Datum            | Competitie                          | Wedstrijd           | Uitslag |
| - | -------------- | ---------------- | ----------------------------------- | ------------------- | ------- |
| 1 | Gaborone       | 25 oktober 2010  | Vriendschappelijk                   | Botswana − Tanzania | 2 − 3   |
| 2 | Gaborone       | 26 oktober 2010  | Vriendschappelijk                   | Botswana − Tanzania | 1 − 1   |
| 3 | Harare         | 2 juli 2011      | COSAFA Women's Championship 2011    | Botswana − Tanzania | 1 − 3   |
| 4 | Ibhayi         | 7 november 2020  | COSAFA Women's Championship 2020    | Botswana − Tanzania | 1 − 0   |
| 5 | Port Elizabeth | 2 oktober 2021   | COSAFA Women's Championship 2021    | Botswana − Tanzania | 0 − 2   |
| 6 | Port Elizabeth | 5 september 2022 | COSAFA Women's Championship 2022    | Botswana − Tanzania | 0 − 0   |
| 7 | Dar es Salaam  | 26 oktober 2023  | Olympische Spelen 2024 kwalificatie | Tanzania − Botswana | 2 − 0   |
| 8 | Gaborone       | 31 oktober 2023  | Olympische Spelen 2024 kwalificatie | Botswana − Tanzania | 0 − 1   |
| 9 | Ariana         | 13 juli 2024     | Vriendschappelijk                   | Botswana − Tanzania | 0 − 0   |

## Samenvatting
| Competitie                     | Totaal gespeeld | Winst Botswana | Gelijk | Winst Tanzania | Doelsaldo Botswana – Tanzania |
| ------------------------------ | --------------- | -------------- | ------ | -------------- | ----------------------------- |
| Olympische Spelen kwalificatie | 2               | 0              | 0      | 2              | 0 − 3                         |
| COSAFA Women's Championship    | 4               | 1              | 1      | 2              | 2 − 5                         |
| Vriendschappelijk              | 3               | 0              | 2      | 1              | 3 − 4                         |
| Totaal                         | 9               | 1              | 3      | 5              | 5 − 12                        |